# Herrarnas förföljelse i bancykling vid olympiska sommarspelen 1972
Herrarnas individuella förföljelse i bancykling vid olympiska sommarspelen 1972 ägde rum den 31 augusti-1 september 1972 i München.

## Medaljörer
| Event                 | Guld               | Silver                | Brons                  |
| Herrarnas förföljelse | Knut Knudsen Norge | Xaver Kurmann Schweiz | Hans Lutz Västtyskland |

## Resultat

### Elimineringsrunda
| Placering | Cyklist                       | Tid     |
| --------- | ----------------------------- | ------- |
| 1         | Knut Knudsen (NOR)            | 4:49,06 |
| 2         | John Christopher Bylsma (AUS) | 4:50,06 |
| 3         | Hans Lutz (FRG)               | 4:51,33 |
| 4         | Luciano Borgognoni (ITA)      | 4:52,37 |
| 5         | Xaver Kurmann (SUI)           | 4:54,50 |
| 6         | Carlos Miguel Alvarez (ARG)   | 4:55,48 |
| 7         | Roy Schuiten (NED)            | 4:56,10 |
| 8         | Luis H. Diaz (COL)            | 4:56,32 |
| 9         | Thomas Huschke (GDR)          | 4:57,95 |
| 10        | Ian Hallam (GBR)              | 4:59,43 |
| 11        | Francisco Javier Huerta (MEX) | 5:00,93 |
| 12        | John Vande Velde (USA)        | 5:01,75 |
| 13        | Reno Bent Olsen (DEN)         | 5:02,00 |
| 14        | Mieczyslaw Nowicki (POL)      | 5:02,28 |
| 15        | Ivan Stanoev (BUL)            | 5:02,39 |
| 16        | Milan Puzrla (TCH)            | 5:02,55 |
| 17        | Miguel Espinos (ESP)          | 5:03,26 |
| 18        | Wilfried Weizmael (BEL)       | 5:04,67 |
| 19        | Raimo Suikkanen (FIN)         | 5:06,77 |
| 20        | Michel Zuccarelli (FRA)       | 5:07,17 |
| 21        | Roberto Heredero (CUB)        | 5:07,70 |
| 22        | Ron Hayman (CAN)              | 5:17,51 |
| 23        | Vernon Stauble (TRI)          | 5:17,87 |
| 24        | Orlando Bates (BAR)           | 5:19,68 |
| 25        | Khosrou Haghgosha (IRN)       | 5:22,98 |
| 26        | Michael Lecky (JAM)           | 5:29,90 |
| 27        | Tarek Aboul-Zahab (LIB)       | 5:41,19 |
| 28        | Maximo Junta (PHI)            | 5:53,19 |

### Kvartsfinaler
| Heat | Placering | Cyklist                 | Land          | Tid     | Kvalificering |
| ---- | --------- | ----------------------- | ------------- | ------- | ------------- |
| 1    | 1         | Xaver Kurmann           | Schweiz       | 4:50,54 | Q             |
| 1    | 2         | Luciano Borgognoni      | Italien       | 4:52,31 |               |
| 2    | 1         | Hans Lutz               | Västtyskland  | 4:56,17 | Q             |
| 2    | 2         | Carlos Miguel Alvarez   | Argentina     | 4:57,09 |               |
| 3    | 1         | John Christopher Bylsma | Australien    | 4:50,47 | Q             |
| 3    | 2         | Roy Schuiten            | Nederländerna | 4:52,16 |               |
| 4    | 1         | Knut Knudsen            | Norge         | 4:47,43 | Q             |
| 4    | 2         | Luis H. Diaz            | Colombia      | *       |               |

### Semifinaler
| Heat | Placering | Cyklist                 | Land         | Tid     | Kvalificering |
| ---- | --------- | ----------------------- | ------------ | ------- | ------------- |
| 1    | 1         | Xaver Kurmann           | Schweiz      | 4:47,04 | Q             |
| 1    | 2         | John Christopher Bylsma | Australien   | 4:47,41 |               |
| 2    | 1         | Knut Knudsen            | Norge        | 4:45,57 | Q             |
| 2    | 2         | Hans Lutz               | Västtyskland | *       |               |

### Finaler
| Heat      | Placering | Cyklist                 | Land         | Tid     | Placering |
| --------- | --------- | ----------------------- | ------------ | ------- | --------- |
| Bronslopp | 1         | Hans Lutz               | Västtyskland | 4:50,80 | 3         |
| Bronslopp | 2         | John Christopher Bylsma | Australien   | 4:54,93 | 4         |
| Final     | 1         | Knut Knudsen            | Norge        | 4:45,74 | 1         |
| Final     | 2         | Xaver Kurmann           | Schweiz      | 4:51,96 | 2         |